# Palais ducal de Guastalla
Le palais ducal de Guastalla (Palazzo Ducale di Guastalla ou Palazzo Gonzaga di Guastalla) est un palais urbain de style Renaissance situé dans la ville de Guastalla, une municipalité de la province de Reggio d'Émilie, en Émilie-Romagne, en Italie.

## Histoire

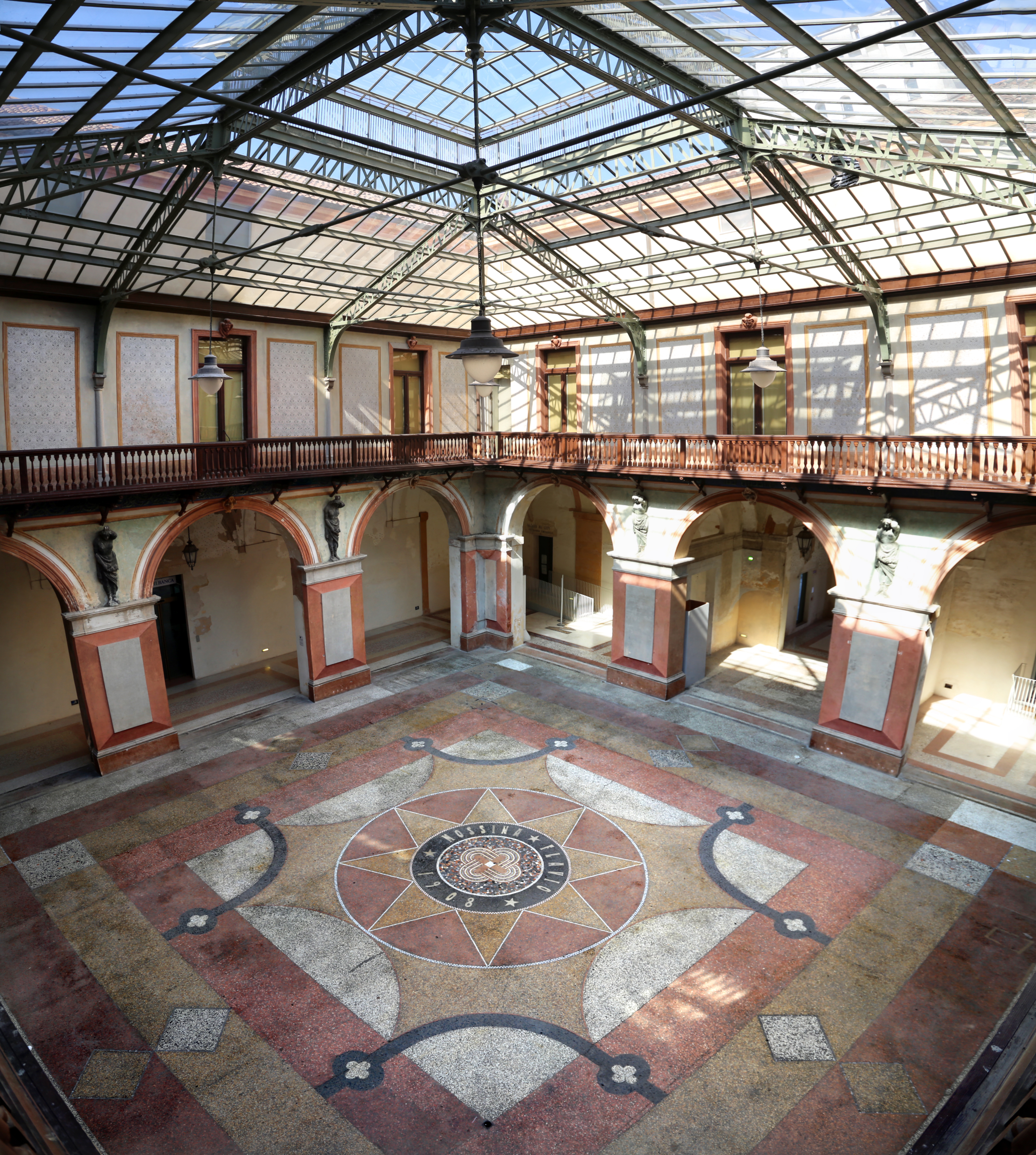
La cour intérieure du palais.

Le palais actuel a été construit sur le site d'un édifice du XVe siècle, bâti par la famille Torelli. Il est remanié au siècle suivant sur les plans du peintre et architecte Francesco da Volterra, sur ordre du comte de Guastalla, César de Gonzague.
Négligé pendant des années, il est aujourd'hui devenu le musée de la ville. Il contient des œuvres d'art provenant de cimetières romains antiques, des peintures de chapelles et d'oratoires désaffectés, ainsi qu'une exposition d'œuvres d'aquarellistes modernes,. Parmi les collections, on trouve la Quadreria Maldotti, rassemblant une cinquantaine d'oeuvres provenant de la bibliothèque historique de Guastalla.